# Jardín botánico Hoya de Pedraza

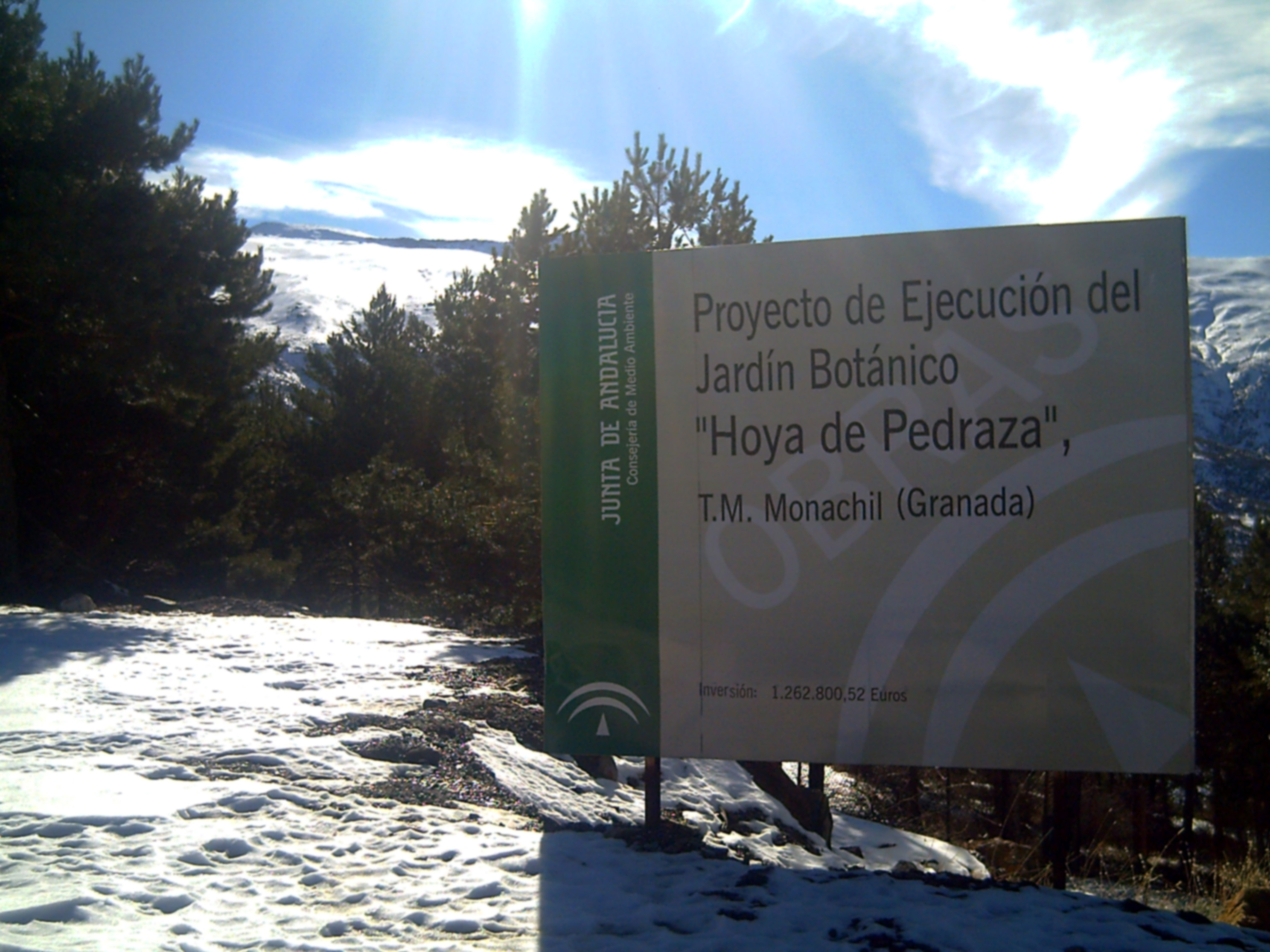
Entrada del Jardín Botánico Hoya de Pedraza aún en ejecución.

El Centro Botánico Hoya de Pedraza es un jardín botánico de 16 hectáreas de extensión, de las que más de 6,5 están dedicadas a colecciones, ubicado en el enclave denominado « Hoya de Pedraza » en el Parque natural de Sierra Nevada (Granada), en el término de Monachil.

## Localización
Se ubica en un paraje junto a la carretera de la estación de esquí a cuatro kilómetros antes de llegar a Pradollano núcleo base de las pistas de esquí de Sierra Nevada.
- Altitud: de 1950 a 1980 m s. n. m.37°06′43.78″N 3°26′04.69″O / 37.1121611, -3.4346361

## Historia
A principios del 2007 se libraron los fondos para su creación iniciándose las obras del centro de recepción de visitantes y con la base de las plantas propias de la zona con un bosquete de Pinus sylvestris y ejemplares de Quercus pyrenaica, comenzaron las plantaciones de nuevas especies en el otoño de este mismo año.

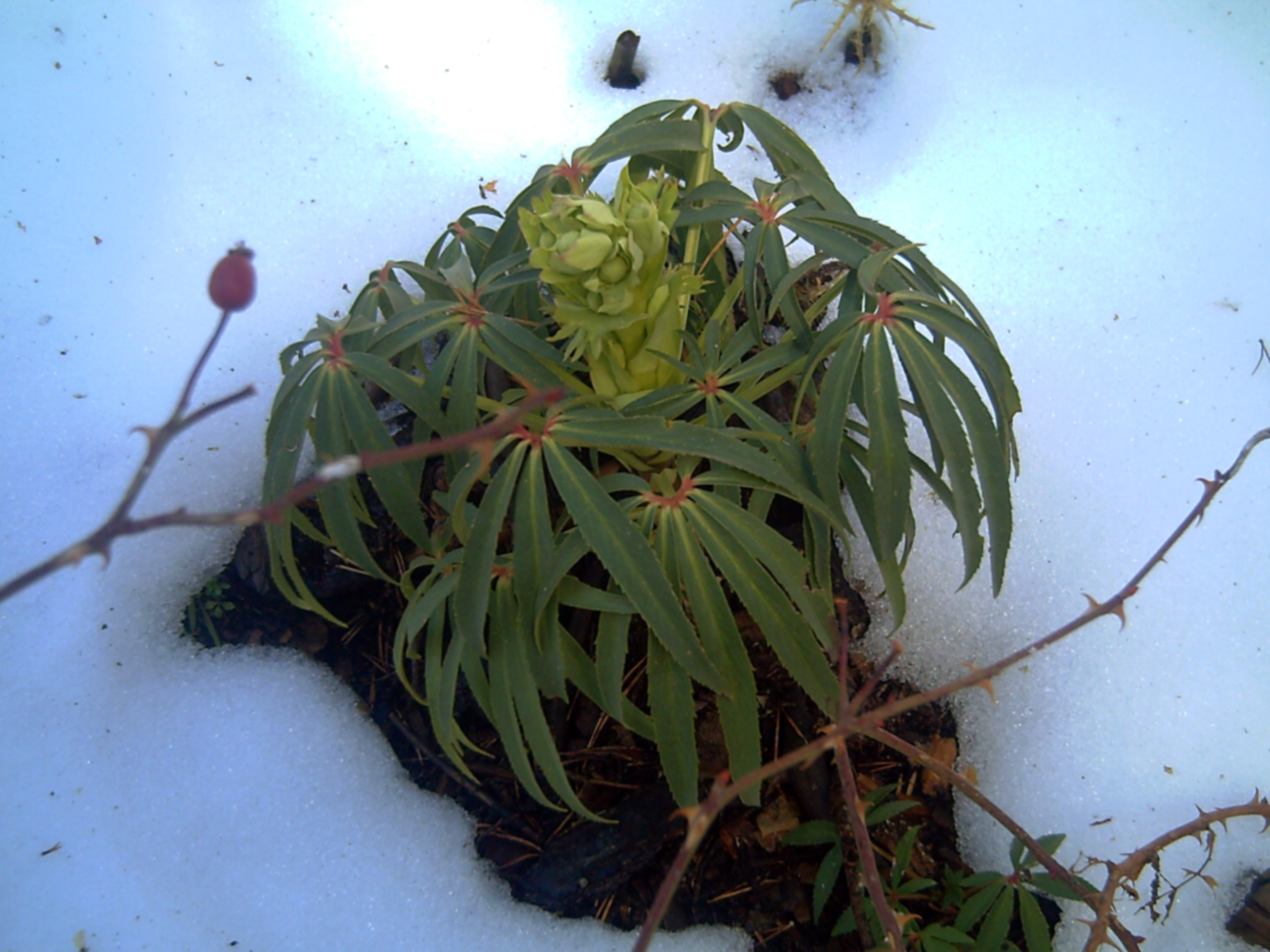
Jardín Botánico Hoya de Pedraza Helleborus foetidus.

Se abrió al público el 1 de junio de 2010.

## Colecciones
Representa a la flora y la vegetación de las cumbres de Sierra nevada y la falda alpujarreña. Sectores biogeográficos Nevadense y Alpujarreño-Gadorense (Sierra Nevada, Sierra de los Filabres, Sierra de Gádor, Sierra de Lújar-La Contraviesa). 
Este Jardín alberga algunas de las especies endémicas de la flora del Sureste español y del resto del mundo, con especies únicas en peligro de extinción como la manzanilla (Artemisa granatensis), el sauce de Sierra nevada (Salix hastata subsp sierrae - nevadae) y Senecio elodes.
Hay un total 450 especies amenazadas y de interés. Hasta el momento se han introducido 4.800 ejemplares de las especies arbóreas y arbustivas características del área que representa.

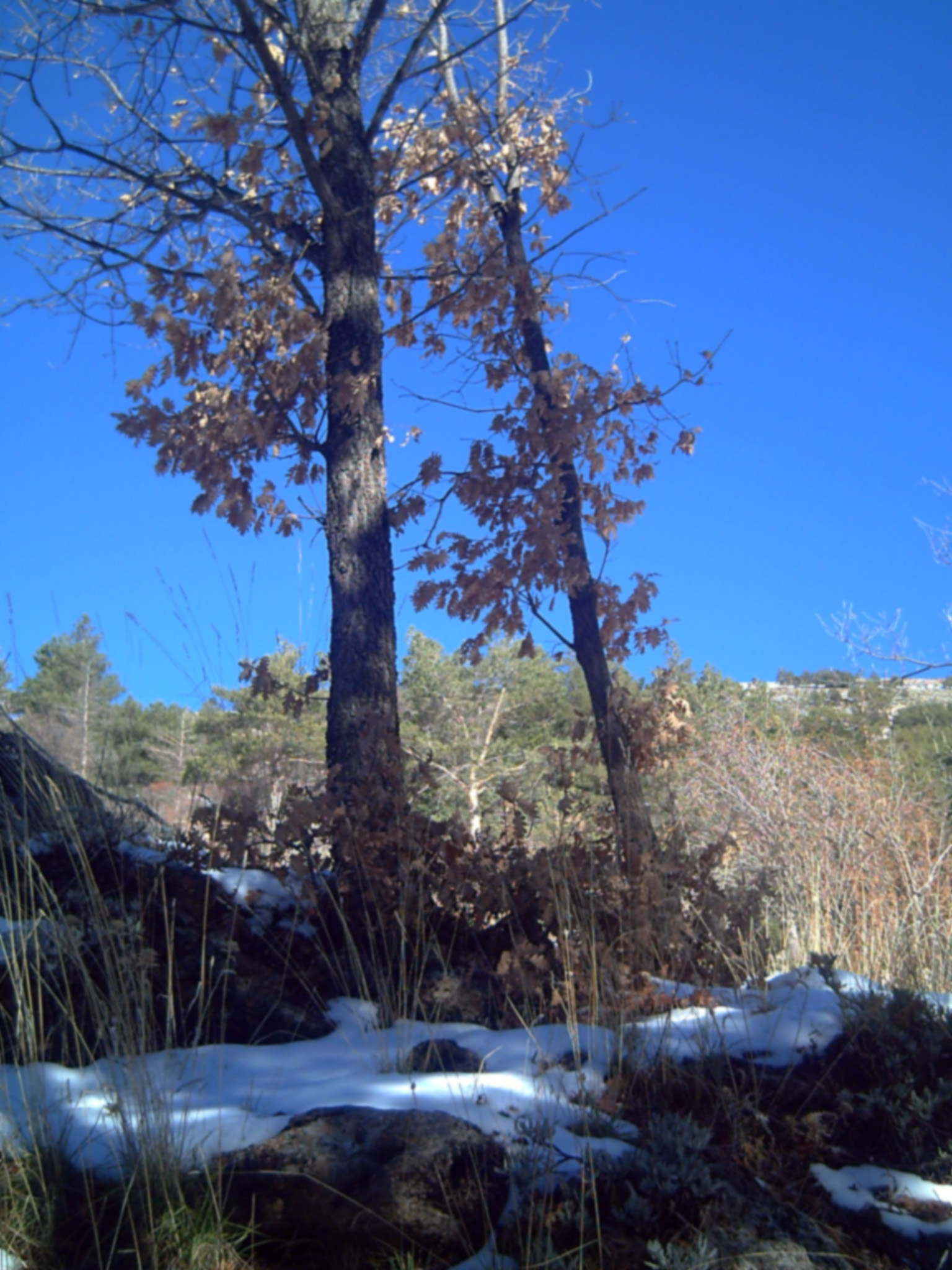
Jardín Botánico Hoya de Pedraza Quercus pyrenaica.

Se exhiben en las secciones de:
- Jardín de especies amenazadas
- Vegetación silicícola
- Vegetación calcícola
- Vegetación de Ribera
- Vegetación caducifolia
- El pinar
- El arenal

## Equipamientos
- Senderos interpretativos,
- Aula taller para actividades ambientales,
- Área de recepción,
- Aparcamientos,